# SummerSlam (1988)
SummerSlam 1988 fue la primera edición de SummerSlam, un evento pago por visión de lucha libre profesional producido por la World Wrestling Federation (WWF). Tuvo lugar el 29 de agosto de 1988 en el Madison Square Garden en Nueva York, en el estado homónimo. Se creó para hacer competencia contra su empresa rival World Championship Wrestling (WCW).
SummerSlam 1988 contó con diez combates, siendo The Mega Powers (Hulk Hogan & Randy Savage) versus The Mega Bucks (Ted DiBiase & André the Giant) en el evento principal. Por otro lado, se efectuó una lucha por el Campeonato Intercontinental de la WWF entre el titular The Honky Tonk Man y The Ultimate Warrior. También se puso en juego el Campeonato en Parejas de la WWF entre Demolition (Ax & Smash) y The Hart Foundation (Bret Hart & Jim Neidhart), equipo poseedor.

## Resultados
- The British Bulldogs (Davey Boy Smith y Dynamite Kid) junto con The Fabulous Rougeaus (Jacques y Raymond) alcanzaron el tiempo límite (20:00)
  - Como resultado, la lucha fue declarada un empate
- Bad News Brown derrotó a Ken Patera (6:37)
  - Brown cubrió a Patera después de un "Ghetto Blaster".
- Rick Rude derrotó a The Junkyard Dog por descalificación (5:31)
  - JYD fue descalificado después de que Jake Roberts atacara a Rude.
- The Powers of Pain (The Barbarian y The Warlord) (w/The Baron) derroraron a The Bolsheviks (Boris Zhukov y Nikolai Volkoff) (w/Slick) (7:20)
  - Barbarian cubrió a Zhukov después de un "Flying Headbutt".
- Ultimate Warrior derrotó a The Honky Tonk Man (w/Jimmy Hart) ganando el Campeonato Intercontinental de la WWF (0:30)
  - Warrior cubrió a Honky Tonk Man después de un "Warrior Splash".
- Dino Bravo (w/Frenchy Martin) derrotó a Don Muraco (5:19)
  - Bravo cubrió a Muraco después de un "Side Suplex".
- Demolition (Ax y Smash) (w/Mr Fuji y Jimmy Hart) derrotó a The Hart Foundation (Bret Hart y Jim Neidhart) reteniendo el Campeonato en Parejas de la WWF (10:04)
  - Smash cubrió a Bret después de que Ax lo golpeara con un megáfono.
- The Big Boss Man derrotó a Koko B. Ware (5:57)
  - Boss Man cubrió a Ware después de un "Boss Man Slam".
- Jake Roberts derrotó a Hercules (10:09)
  - Roberts cubrió a Hercules después de un "DDT".
- The Mega Powers (Hulk Hogan y Randy Savage) (w/Miss Elizabeth) derrotaron a The Mega Bucks (Ted DiBiase y André the Giant) (w/Bobby Heenan y Virgil) (w/Jesse Ventura como Árbitro Especial) (14:45)
  - Savage cubrió a DiBiase después de un "Atomic Leg Drop" de Hogan y un "Diving Elbow Drop".

## Otros roles
| Comentaristas - "Superstar" Billy Graham - Gorilla Monsoon Anunciador - Howard Finkel | Árbitros - Earl Hebner - Joey Marella - Tim White |

Entrevistadores
- Gene Okerlund
- Sean Mooney

## Consecuencias
El 16 de octubre de 1988, Ted Dibiase derrotó a Randy Savage en la final del torneo King of the Ring. The Mega Powers continuaron el equipo después del evento, hasta que, a principios de 1989, empezó a haber fricciones entre los dos cuando Miss Elizabeth comenzó a acompañar a Hogan a sus combates como mánager, por lo que Savage se puso celoso.
En el Royal Rumble del mismo año, Hogan lo eliminó accidentalmente del «Royal Rumble match» y ambos empezaron a pelearse. En el The Main Event II celebrado el 3 de febrero de 1989, durante un combate por equipos, Elizabeth sufrió una lesión provocada por el impacto de Savage, que fue lanzado hacia fuera del cuadrilátero y cayó encima de ella. Hogan sacó a Elizabeth del lugar y la acompañó para que los sanitarios la trataran, dejando a Savage solo en el ring. Al terminar el encuentro, ambos luchadores se pegaron en los bastidores. La rivalidad culminó en un combate por el Campeonato Mundial de Peso Pesado de la WWF en WrestleMania V, donde Hogan ganó el título.